# Benčo Obreškov
Benčo Obreškov (27. dubna 1899 Karnobat – 8. dubna 1970 Sofie) byl bulharský malíř. Po Sofijské akademii umění studoval malířství v Drážďanech u Oskara Kokoschky, od něj přinesl myšlenky expresionismu do Bulharska. V Paříži studoval u Antoina Bourdelle. Seznámil se s Henri Mattisem a nechal se silně ovlivnit pařížskou školou. Jeho Portrét dámy získal první cenu na Mezinárodní výstavě v Paříži roku 1937.